# ماسامونه یوشیهیرو
ماسامونه یوشیهیرو (به ژاپنی: 松前 慶広 Matsumae Yoshihiro); ۴ اکتبر ۱۵۴۸ – ۲۰ نوامبر ۱۶۱۶) دایمیو در هوکایدو، سیاست‌مدار اهل ژاپن بود.